# São José do Xingu

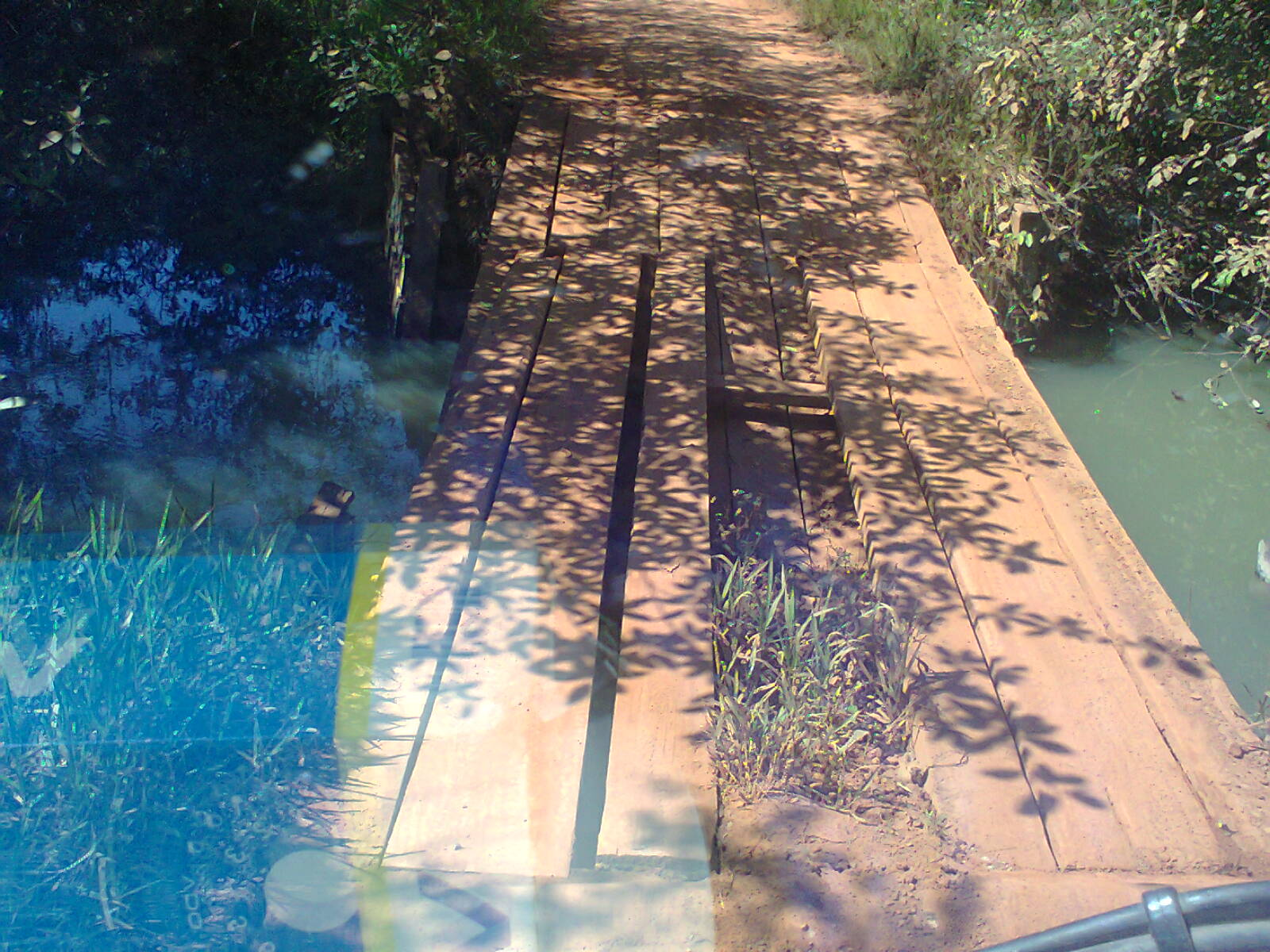
Paronama Mont São José do Xingu

São José do Xingu est une ville et une municipalité de l'état du Mato Grosso au Brésil.
La population était de 4218 habitants en 2009.

## Accident aérien
Le 3 septembre 1989, un Boeing 737 de la Varig s'est écrasé à environ 60 km de São José do Xingu ; à la suite d'une erreur de navigation du pilote qui s'est trompé de cap, l'avion s'est écrasé dans la forêt amazonienne à court de carburant. Il y a eu 13 victimes, et les survivants n'ont été retrouvés que 48 heures après le crash.